# Имбали, Фауштину Фудут
Фауштину Фудут Имбали (порт. Faustino Fudut Imbali; род. 1 мая 1956, Португальская Гвинея, колонии Португалии) — государственный и политический деятель Гвинеи-Бисау. Работал премьер-министром Гвинеи-Бисау с 21 марта по 9 декабря 2001 года, а затем с 29 октября по 8 ноября 2019 года. С 2012 по 2013 год был министром иностранных дел.

## Биография
Родился в мае 1956 года в Илонде, Португальская Гвинея. Учился в Университете Бордо во Франции, получив степень магистра политической социологии и развития в 1988 году. Впоследствии работал исследователем в Национальном институте исследований в Бисау. Во время гражданской войны в Гвинее-Бисау 1998—1999 годов был советником премьер-министра Франсишку Фадула.
В ноябре 1999 года баллотировался как независимый кандидат на всеобщих выборах и занял третье место, набрав 8,22 % голосов. После победы на выборах Кумбы Ялы из «Партии социального обновления» Фауштину Имбали был назначен заместителем премьер-министра по вопросам экономической и социальной реконструкции в правительстве, сформированном 19 февраля 2000 года, под руководством премьер-министра Каэтану Нчамы. Впоследствии в правительстве, назначенном 25 января 2001 года стал министром иностранных дел. В марте 2001 года Кумба Яла уволил премьер-министра Каэтану Нчаму и назначил Фауштину Имбали его преемником, несмотря на возражения оппозиции, имевшей большинство в парламенте. Оппозиция подала вотум недоверия Фаштину Имбали, но впоследствии сняла его. В декабре был уволен Кумбой Ялой, который подверг его резкой критике. Фауштину Имбали был обвинен в отмывании денег из вооружённых сил, что он при этом отрицал и Кумба Яла предупредил его в апреле 2002 года, что тот отправится в тюрьму, если не вернёт деньги.
В 2003 году основал «Партии народного манифеста» и баллотировался в качестве кандидата в президенты на выборах 19 июня 2005 года, набрав 0,52 % голосов.
Сообщается, что он был избит и взят под стражу силами безопасности 5 июня 2009 года в результате нападения, направленного против предполагаемых заговорщиков, в том числе Басиру Дабу и Хелдера Проэнсы.